# Ranunculus hirtellus
Ranunculus hirtellus là một loài thực vật có hoa trong họ Mao lương. Loài này được Royle miêu tả khoa học đầu tiên năm 1834.